# Oscar Kinnander

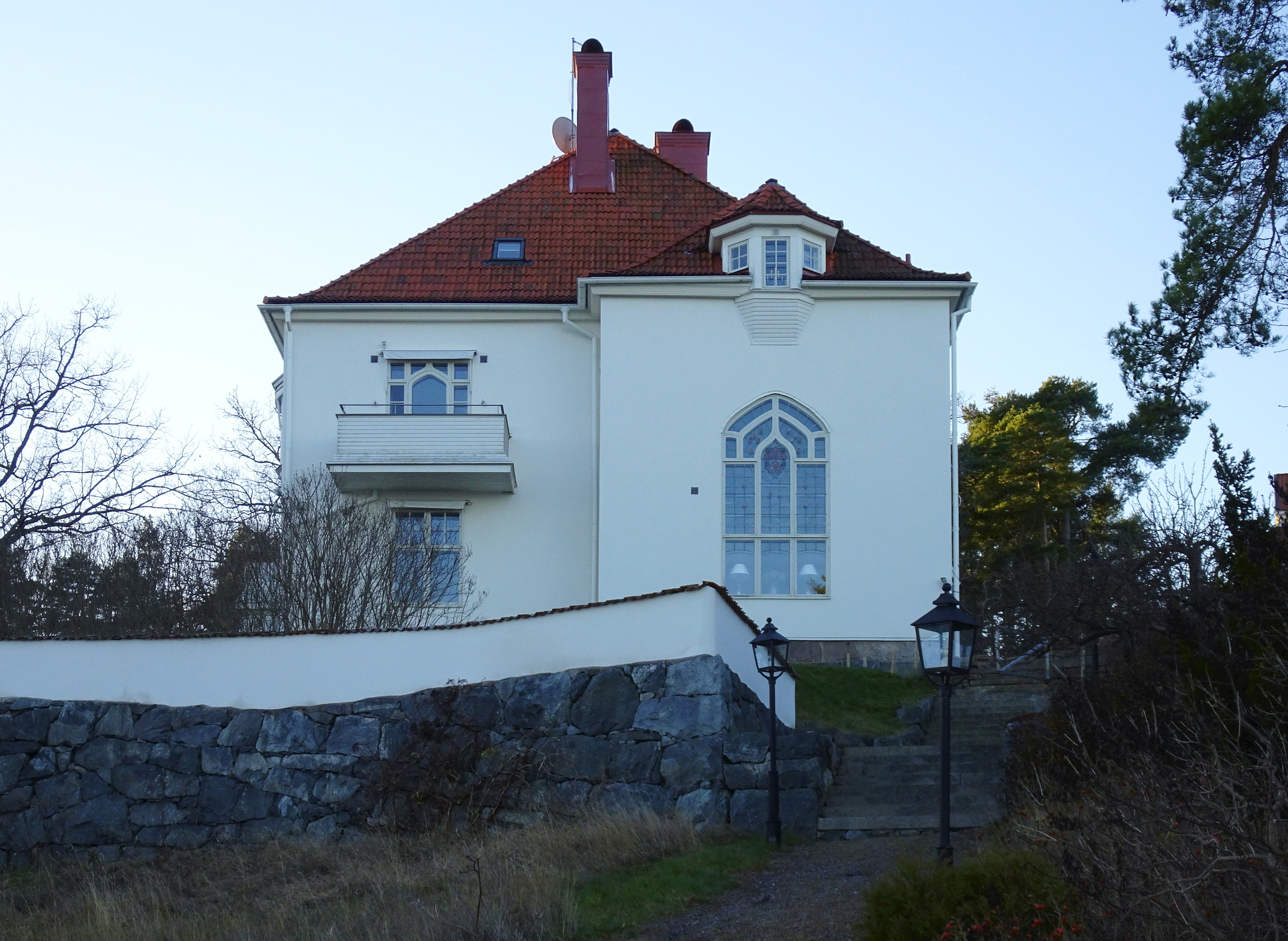
Kinnanderska villan i Saltsjöbaden.

Oscar Fredrik Kinnander, född 10 oktober 1865 i Kristianstad, död 19 januari 1939 i Oscars församling, Stockholm, var en svensk försäkringsman.

## Biografi
Kinnander, som var vice häradshövding, var vice verkställande direktör i försäkrings AB Skandia och Freja 1907–1918 och verkställande direktör 1918–1930. År 1905 flyttade han och familjen till Kinnanderska villan i Saltsjöbaden. Byggnaden kallas även  ”Viksborg”  och ritades av arkitekt Carl Westman. Kinnander är begravd på Norra begravningsplatsen utanför Stockholm.